# Chen Dong
Chen Dong (Chinees: 陳冬) (Luoyang, 12 december 1978) is een Chinees ruimtevaarder. Hij werd in 2010 geselecteerd door de China National Space Administration.
Chen’s eerste ruimtevlucht was Shenzhou 11, gelanceerd met een Lange Mars 2F-draagraket op 16 oktober 2016. Tijdens de missie werd gekoppeld met het Chinese ruimtestation Tiangong 2. Doel van deze missie was het testen van de boordsystemen en herbevoorradingsmethodes (zoals bijtanken) in de praktijk te beproeven. Verder deed de bemanning onderzoek naar plantengroei in de ruimte en werden er meer dan honderd soorten ruimtevoedsel getest.
De Shenzhou 14 missie naar het Tiangong-ruimtestation die in juni 2022 werd gelanceerd stond onder leiding van Chen.